# الشريف حسن بن زيد
الشريف حسن بن زيد آل ناصر من الأشراف الهاشميين. ومن أقارب العائلة الملكية الأردنية، ويحمل الجنسية السعودية إلى جانب جنسيته الأردنية. اشتهر في الأردن اعلاميا بعد الاعتقالات التي حدثت في الاردن على خلفية قضية الفتنة عام 2021. وهو صديق مقرب من السياسي الأردني السابق باسم عوض الله. بعض المصادر التي تواصلت مع ابن زيد تشير إلى أنه شخصية هامشية وغير مهمة ولا تملك خبرات أو مواهب كبيرة لكنها تسللت إلى دوائر قريبة من شخصيات مهمة وبطريقة غامضة.

## نشأته وعائلته
الشريف حسن هو شقيق النقيب الشريف علي بن زيد، الذي قتل أثناء مشاركته في مهمات للقوات المسلحة الأردنية في أفغانستان عام 2009 إثر تفجير انتحاري استهدف مقرا استخباراتيا أمريكيا في ولاية خوست حيث أسفر التفجير عن مقتل 9 بينهم النقيب الأردني.

## اعتقاله عام 2021
في 3 أبريل / نيسان 2021، أعلنت السلطات الأردنية أنها اعتقلت ما يقرب من 20 شخصًا لتورطهم في مؤامرة تستهدف أمن البلاد، بينما وُضع ولي العهد السابق حمزة قيد الإقامة الجبرية.
ومن بين الشخصيات التي تم اعتقالها الوزير والمسؤول السابق باسم عوض الله والشريف حسن بن زيد. اسم ابن زيد ورد في 3 بيانات رسمية أردنية الأول هو بيان رئيس هيئة الأركان اللواء يوسف الحنيطي والثاني المؤتمر الصحافي لوزير الخارجية أيمن الصفدي والثالث إحاطة رئيس الوزراء بشر الخصاونة في البرلمان.
أصدرت محكمة أمن الدولة في12 يوليو 2021 حكما بالسجن لمدة 15 عاماً على الشريف حسن بن زيد، المبعوث السابق للملك عبد الله الثاني إلى السعودية، إلى جانب رئيس الديوان الملكي السابق باسم عوض الله في ما يعرف بقضية «الفتنة».